# 蜂蜜

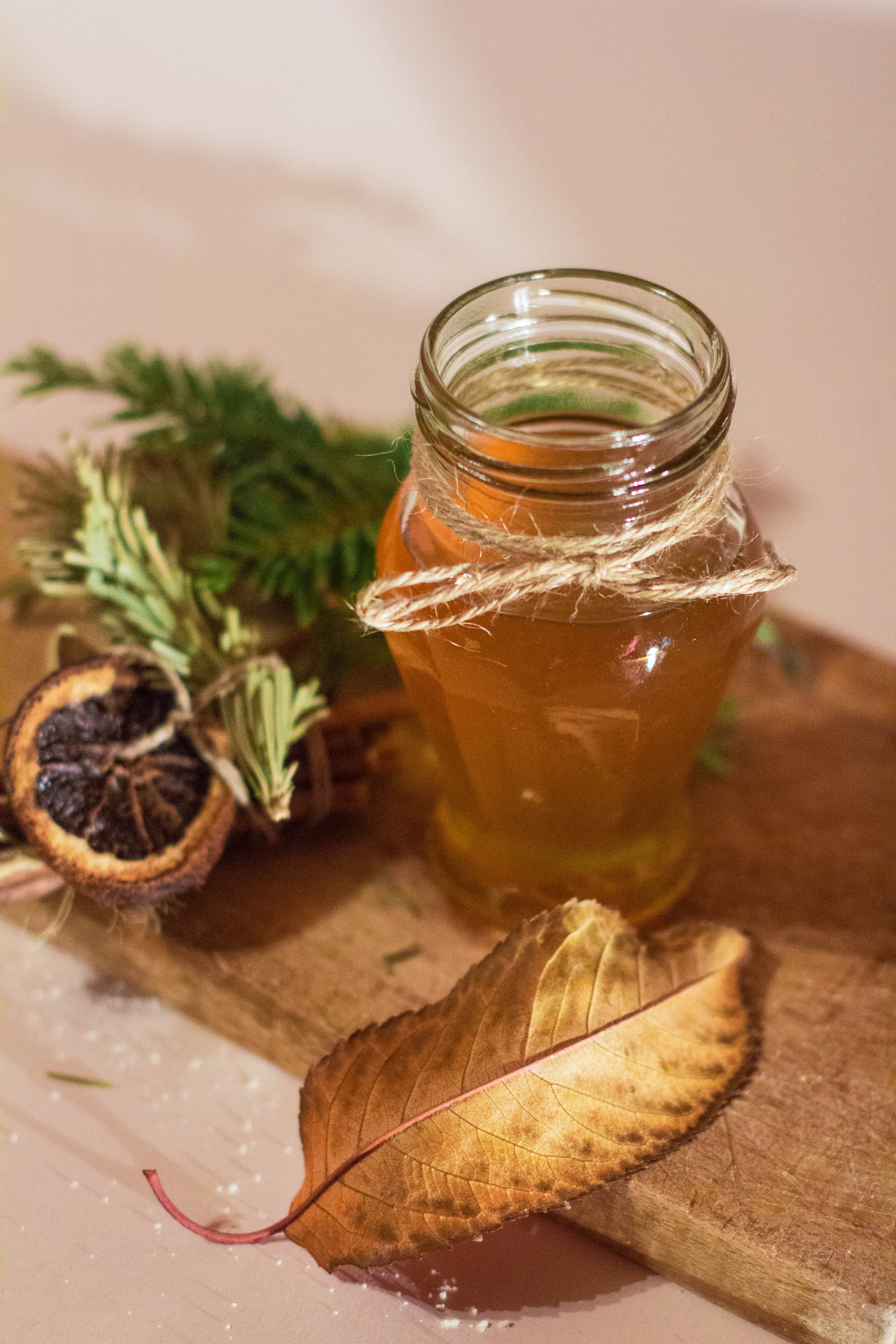
樽裝蜂蜜

蜂蜜是蜜蜂采集开花植物的花蜜和花粉或其它昆虫（如蚜虫）的蜜露后经过消化酶部分消化后反吐出来并储存在蜂巢中作为盈余食物的高黏度碳水化合物溶液，在常温下呈现为带白色、淡黄色、橘黄色或黄褐色光泽的半透明液体。蜂蜜的糖分含量可达到82％，主要成分為葡萄糖和果糖兩種單糖，剩余主要为水，除此之外還含有极少量的膳食纤维、蛋白质和微量营养素（比如各種維生素、礦物質和氨基酸）。因其易于消化吸收且有较高的热量和升糖指数，蜂蜜是许多野生动物（包括人类狩猎采集者）优先觅食的食物。人类在新石器革命后则主要通过蜜蜂养殖进行驯化生产，作为食物调味料、含糖饮料及藥物來使用，通过发酵后还可以生产蜜酒等酒精饮料。
市售蜂蜜經過濃縮處理或天然封蓋熟成，水分含量可低於20%以下，細菌和酵母菌都不能在蜂蜜中存活，因此蜂蜜並不需要放入冰箱保存，某些厭氧菌（如肉毒桿菌）可以以非活性的孢子形態存在其中，因為嬰幼兒腸胃等消化器官过于稚嫩，胃酸的分泌較差，所以，一歲內的嬰兒不要食用沒有經過消毒的蜂蜜。蜂蜜中孢子並不會繁殖產生毒素，一般情況下，蜂蜜中的厭氧菌也沒有在人體內繁殖的危險。尚未封蓋熟成且未經濃縮處理的蜂蜜，因水分含量偏高，室溫下會快速發酵變質，因此仍需放入冰箱低溫保存。
天然封蓋熟成的蜂蜜在歐美國家稱作「生蜂蜜」（raw honey）；經過加熱濃縮處理的蜂蜜為「熟蜂蜜」或“巴氏蜂蜜”（pasteurized honey）。加熱濃縮處理的熟蜂蜜可以在短短二至三天內將水分降至20%以下，而處理過程中的溫度會影響蜂蜜所含的酵素活性與風味。天然封蓋熟成的生蜂蜜無經過加熱濃縮處理，當蜜蜂採蜜完會用翅膀搧去多餘水分，待蜂蜜水分降至20%以下後才吐蠟封存，若空氣中濕度較高則可能延長至50天以上才能將蜂蜜脫水成功。

## 蜂蜜的產生

### 採集

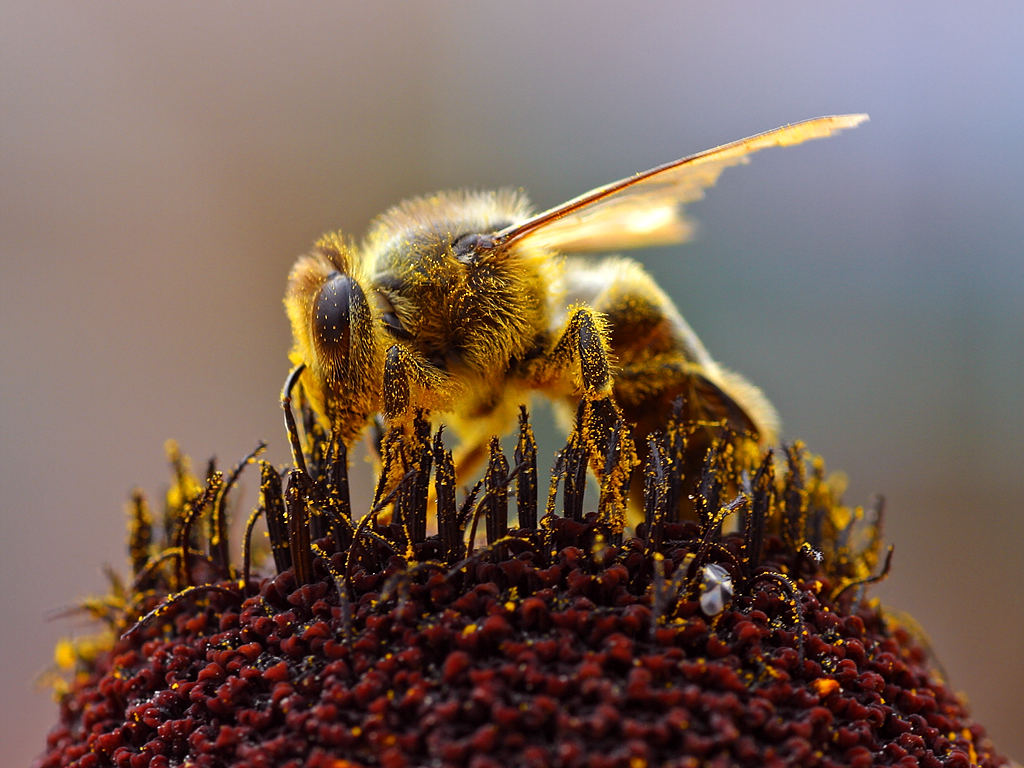
蜜蜂采蜜

蜂蜜是由蜜蜂從植物的花中採取含水量約為80%的花粉、花蜜和其他分泌物釀造而成。蜜蜂是一種會飛行的群居昆蟲，屬於蜂族。蜜蜂源自於亞洲與歐洲，由英國人與西班牙人帶到美洲。群體中有蜂王、工蜂和雄蜂（Drone）三種類型的蜜蜂，分工明确。群體中有一隻蜂后（有些例外情形有兩隻蜂后），1萬到15萬工蜂，500到1500隻雄蜂。蜜蜂為取得食物不停地工作，白天採蜜、晚上釀蜜，同時替果樹完成授粉任務，為農作物授粉的重要媒介。
蜜蜂發現蜜源之後，會用跳「8字舞」或「圓圈舞」的方式來告訴同伴方向和距離，這樣工蜂可以被動員集中到蜜源的位置。帶回花蜜後的工作是將蜜交給負責儲藏的儲藏員，儲藏員會優先接待含糖分高的蜜蜂，含糖分低的工蜂則要等待被接待。
蜜蜂采蜜时，会用吸管状的口吻把花蕊根部的花蜜或其他分泌物吸进专门储存花蜜的蜜胃中。一只蜜蜂每次采蜜的量平均為40毫克（大约相当于一滴水），需要造访一百多朵花。采蜜时节，一只工蜂每天要飞行数十公里，高强度劳作让它们的寿命只有20~40天。如果附近花蜜不够，蜜蜂还会采些“甘露”、“蜜露”充当加工原料。甘露是一些植物表皮分泌的含糖汁液；蜜露则是蚜虫、粉虱等昆虫的排泄物。

### 酿蜜

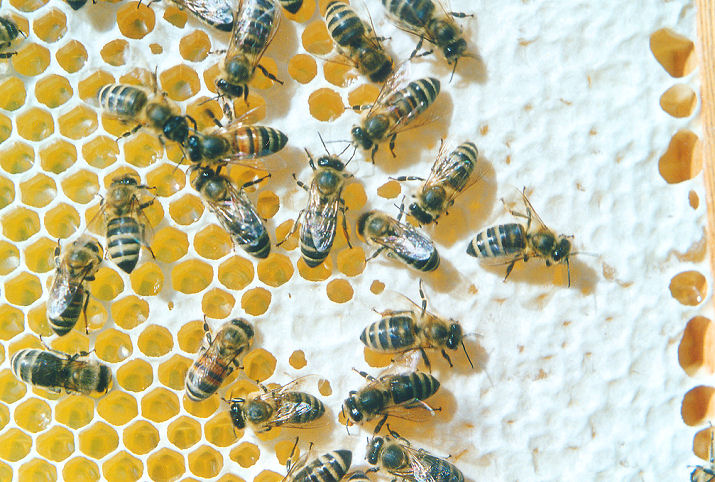
蜂蜜被蜂蜡密封在蜂房中

工蜂将采集到的花蜜转化、浓缩成蜂蜜的过程称为酿蜜。当花蜜被采集蜂吸进蜜囊后，混入了含有转化酶的涎液。大约30分钟，蔗糖就会发酵转变为葡萄糖和果糖。采集蜂回到蜂巢中，把经过发酵的蜜一部分吐出給專職加熱的蜜蜂作為燃料，一部分交给内勤蜜蜂。内勤蜂接受花蜜后，爬往巢脾上不拥挤处，头朝上，保持一定姿势，然后张开上颚，借喙端部弯褶部分的张合进行酿蜜。
酿蜜过程中，蜜蜂会把花蜜反复吸进去、吐出来，并拍翅扇风来排除蜂巢内的湿气。在吸吐的过程中，含水量从60~80%减至20%以下，最后再把蜜吐进巢洞中用蜂蠟密封，等待成熟。蜂巢內溫度經常保持在35℃左右，蜂蜜的成熟过程一般需5～7天。

## 物理特性
| 蜂蜜中的糖含量    |
| ----------------- |
| 葡萄糖（22~41 %） |
| 果糖（27~44 %）   |
| 蔗糖（< 5%）      |
| 麦芽糖（< 5 %）   |

蜂蜜是一種混合物，並且水分的含量不固定，因此其各項物理特性的值會產生一定的浮動。
- 密度約為1.4。
- 結晶化的溫度為10～15攝氏度，因所採取的花蜜種類不同而不同。
- 作為流體，粘度可以達到5000～6000cP（粘度的單位為P，1P=0.1Pa·s，通常用cP表示，水在20攝氏度時的粘度為1cP。）番茄醬的粘度為2000～3000cP，沙拉醬的粘度約為20萬cP。

### 結晶
蜂蜜是糖的過飽和溶液，10~15攝氏度時容易產生結晶，生成結晶的是葡萄糖，不產生結晶的部分主要是果糖。當加熱時結晶又會重新變回液體，並不是品質的問題。人們有時會以在低溫下是否結晶來區分純蜂蜜和加糖的蜂蜜，然而，將蜂蜜中的雜質過濾掉，也可以令蜂蜜不產生結晶，所以這方法並不可靠。
蜂蜜的结晶属于正常现象，而不同的蜂蜜因蜜蜂所采集的花蜜不同，所以结晶情况和条件也不一样：果糖居多的蜂蜜一般结晶很慢，如广西的龙眼蜜和枇杷蜜以及红枣蜜；而葡萄糖居多的易结晶一般结晶快一些，如荔枝蜜和冬蜜。同时，每一蜂蜜的结晶情况也不同：有的结晶细腻洁白，如冬蜜和东北的椴树蜜；而有的结晶呈颗粒状，如荔枝蜜。但目前市场上流通的蜂蜜，特别是超市专卖店的蜂蜜，一般都为人工浓缩蜂蜜，其因为葡萄糖含量少或者结晶核被破坏使之很难结晶；再者结晶的条件不同使得即使同一批蜂蜜有些结晶快，有些结晶慢。这些都属于正常现象。所以当然不能单靠蜂蜜结晶与否判断真假蜜。

### 浓度
蜂蜜的浓度有三种表示方法，一是含水量，二是含糖量，三是波美度。三者之间可以自由换算，即，知道其中一种，便可换算得出其他两种的数值。国际上通常用波美度来表示蜂蜜的浓度。
蜂蜜标准浓度按旧的标准以气温20摄氏度为准。一级波美度：42度以上，含水量19%；二级波美度：41度以上，含水量21%；三级波美度：40度，含水量23%，四级波美度：39度，含水量25%。按国家新标准，根据蜂蜜理化品质的不同，分为一级品和二级品两个等级。一级品蜂蜜水分含量不高于20%，二级品蜂蜜水分含量要求不高于24%。此两种等级中均要达到：果糖和葡萄糖含量不低于60%，蔗糖含量不高于5%。
蜂蜜在气温严寒的冬天容易结晶。气温在13-15摄氏度时，会形成白色固态的猪油或细粒状。蜂蜜90%都会结晶（槐花蜜、柠檬蜜除外），浓度越高，结晶越多越快（椴树蜜、油菜蜜除外）高浓度蜂蜜会整体结晶，浓缩蜜、调和蜜通常不容易结晶。气温回升后，结晶蜂蜜会逐渐熔解成半透明流体状。结晶蜂蜜可用60摄氏度左右的温水（温度过高会破坏其营养成分）隔水加热半小时即可熔解。

## 蜂蜜的使用

### 食用
- 蜂蜜加熱並不會產生毒素，所以可以用於烘焙、熱飲。但高溫會使大部分營養成分遭受破壞，故通常不建議這樣食用。
- 最簡單的是用冰水或常溫水沖成飲料，也經常在麵包或烤餅上直接塗抹。
- 有時也作為在咖啡或紅茶等的飲料中代替糖作為調味品使用。蜂蜜的主要成分之一果糖，在高溫時不容易感覺到甜味，所以在熱的飲品中添加蜂蜜時要注意不要過量。
- 燒烤時加入蜂蜜，甜味和色澤會更好。

食用禁忌
1歲以內的嬰兒、糖尿病患者、肝硬化患者，此3種人不宜食用蜂蜜。此外，蜂蜜容易遭到肉毒桿菌所汙染，使用蜂蜜調味過的肉類食品，不宜在未完整殺菌之前，使用真空包裝，以免肉毒桿菌滋生。
純素食者亦會忌食蜂蜜，並將其以楓糖取代，因為他們認為蜂蜜是虐待蜜蜂後才能取得的產物。
動物與蜂蜜
蜂蜜的營養價值很高，除了人以外，還有很多動物也喜歡。襲擊蜂巢，獲取蜂蜜的具有代表性的動物是熊。並且，還存在有通過借其它動物的手以取得蜂蜜的鳥類。主要是分佈於撒哈拉以南的非洲大陸的三趾鶉目的響蜜鴷，響蜜鴷非常善於發現蜂巢，當響蜜鴷發現蜂巢時，便會靠近人或蜜獾，發出叫聲通知他們並帶路。其它的動物破壞蜂巢後，響蜜鴷便可以享用它們吃剩後的蜂蜜和蜂蠟。

### 药用
在醫藥上，可以用於治療咳嗽。作為外用藥，蜂蜜可以促進傷口癒合，治療潰瘍。在中藥上，常與中藥材的粉末一起作成蜜丸，稱為蜜煉。蜂蜜炒乾後作為栓劑，可治療便秘；內服有潤燥通便的療效，但也能緩和瀉藥（大黃、芒硝）的瀉下之力。

### 其他
從蜂巢中搾取蜂蜜後剩下的蜂巢的主要材料是蜂蠟，由工蜂所分泌，用來製作蜂巢。蜂蠟可以用來作為蠟燭，塗料等的原料。

## 產地和產量
蜂蜜與人類的關係非常古老，蜂蜜被視作豐饒的象徵。在西班牙的黎凡特崖距今約1萬年前的壁畫上就描繪著女性從蜂巢中採取蜂蜜的圖畫。美索不達米亞文明的象形文字裡裡也有與蜂蜜的記載。古希臘的哲學家亞里士多德在他的著作《動物誌》中寫道，蜜蜂收集的蜂蜜，不是花的分泌物，而是花賜予的甘露。到了19世紀，取得蜂蜜的方法已經簡單到只要從蜂巢中取出巢板。1853年，美國人L.L.Langstroth的著作《巢與蜂蜜》（The Hive and the Honey Bee）中闡述了人工飼養蜜蜂及取得蜂蜜的技術，發明了具有活動巢板的巢箱及用於分離蜂蜜的離心機，確立了現代養蜂業。直到現在，養蜂的基本方法還是延續L.L.Langstroth的方法。
活動蜂箱是進行養蜂的工具，在立方體的箱子中，並排放入8～10枚稱為巢框的厚板。像自然形成的蜂巢一樣，蜂框也是以垂直平行方式排列的，蜂框作為形成巢脾的基礎，形狀為縱橫比1比2的長方形的中空的木框，壁面的一邊以蜂蠟與石蠟製成厚紙狀的平台，上面刻以六角形，作為蜜蜂製作蜂巢的基礎。在通常情況下，蜂蜜儲藏在巢板的上部，下部作為孵化蜂卵，培育幼蟲的區域，也用來儲藏花粉。蜜蜂在六角柱形巢洞儲存蜂蜜後，會用蜂蠟密封巢洞。
在通常情況下，在秋季結束到春季的這一段時間，幾乎沒有什麼花存在的時期，蜜蜂會消耗所儲藏的蜂蜜。春初幼蟲孵化的時候，是蜂蜜存量最少的時期。從這之後，蜂蜜的存量隨著花的開放開始回覆。夏季隨著花的減少，蜂蜜的存量也開始減少。
養蜂分移動養蜂和固定養蜂兩種，固定養蜂是在一個地方，按花期一個接一個的採集開放的花的花蜜。移動養蜂則是從春天到夏天按特定的花的花期從南向北移動。植物花期的頂峰並不會太長，蜜蜂為集中收集一個地方的花蜜，會只採集特定花的花蜜。固定養蜂的年間日程安排與自然狀態相似，但是會根據養蜂的地方的花期不同而變化。
| 11月到3月間 | 蜂箱收回在室內保管，並施展以適合蜜蜂過冬的溫度與光照。                                                   |
| 4月到5月間  | 蜂后開始產卵，3周後，工蜂開始工作。每個蜂箱需要大約2～3萬隻工蜂。                                        |
| 5月到6月間  | 將蜂箱放於戶外，進行採蜜作業，巢板儲藏滿蜂蜜後，通過煙來控制蜜蜂的活動，取出巢板用離心力分離機取得蜂蜜。 |
| 6月到11月   | 是休整期，蜜蜂採回的蜂蜜由自己使用。                                                                     |

在過往蜂蜜抽取機未發明之前，幾乎所有產出的蜂蜜都是巢蜜。巢蜜是完好地保存在巢脾中的食用蜂蜜。与分離蜜相比，巢蜜水分含量较少，由于有蜂蜡自然的保护屏障，保持了蜂蜜的风味和香味，且可保存较长时间不会变质，价格比普通蜂蜜高。今日，由於較方便食用，大多數生產出來的都是分離蜜，但巢蜜也很普遍，還會跟分離蜜混合製成混合块蜜出售。
| 2018年蜂蜜产量 | 2018年蜂蜜产量 | 2018年蜂蜜产量 |
| 排名           | 国家           | 产量（吨）     |
| -------------- | -------------- | -------------- |
| 1              | 中国           | 446,900        |
| 2              | 土耳其         | 114,113        |
| 3              | 阿根廷         | 79,468         |
| 4              | 伊朗           | 77,567         |
| 5              | 乌克兰         | 71,279         |
| 6              | 美国           | 66.968         |
| 7              | 印度           | 67,442         |
| 8              | 俄羅斯         | 65,006         |
| 世界总产量     | 世界总产量     | 1,851,541      |

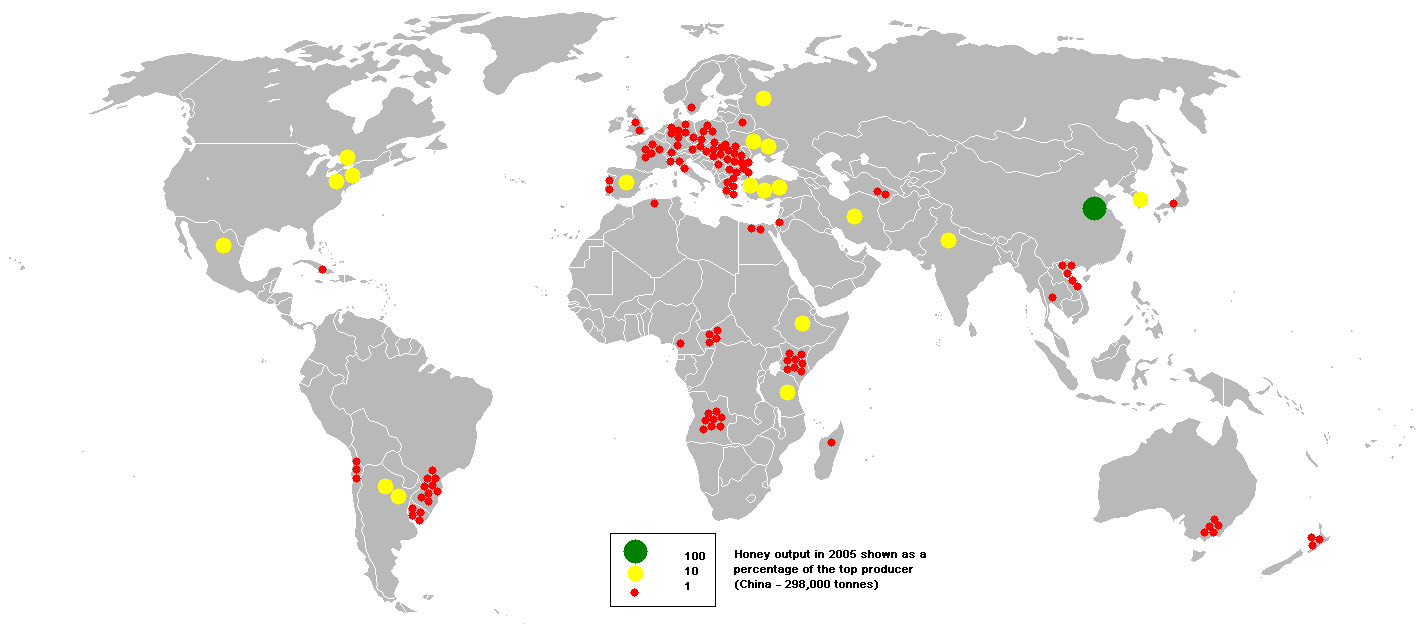
2005年蜂蜜产地分布

根据国际粮农组织（FAO）报道，2005年，欧洲（乌克兰）、中国、阿根廷、土耳其和美国是天然蜂蜜的最大产地。2018年全球总产量约185万吨。

### 中国大陸
蜂蜜在中國大陸的主要生產地，按種類分：
- 油菜花蜜：主要產於長江中下游地區如江蘇、江西、安徽、浙江，以及西北地區如陕西、甘肅、青海等。
- 荊條蜜：主要產於華北和東北南部地區。如山西、河北、遼寧。荊條一般生長在海拔1000米以下的山溝、谷地、河流兩岸路旁和荒地。
- 椴樹蜜：主要產於東北地區，特別是長白山區，如吉林、黑龍江。
- 槐花蜜：主要分佈於黃河和長江中下游地區，如山東、河南、河北、安徽、陝西、甘肅。
- 荔枝蜜：主要分佈於中國華南地區，如廣東、福建、廣西。
- 棗花蜜：主要產區在河南、山西、山東、河北、陝西、寧夏。
- 紫雲英蜜：主要分佈於長江流域，如安徽、浙江、江蘇省。
- 柑橘蜜：主要分佈於長江以南地區，如廣東、福建、廣西、四川、浙江省。
- 龙眼蜜：主要分布于广西、广东、福建，而广西居多，要数广西的龙眼蜜最正宗

### 臺灣
臺灣蜂蜜的產地大部分集中在臺灣中南部，其盛名首推高雄市大崗山。主要蜜源為龍眼(4-5月)、荔枝(3-4月)、大花咸豐草(6-11月)、油菜(冬春季)。依不同季節則因不同花源而產生文旦蜜、柑橘蜜、烏桕蜜、哈密瓜蜜、咸豐草蜜、蔓澤蘭蜜、鴨腳木蜜，偶有時尚有咖啡蜜、棗蜜(以岡山棗為主)、番石榴蜜(燕巢等地)、草莓蜜(苗栗大湖、後龍等，產量最稀少)，甚至還有阿勃勒蜜、鳳凰木蜜等等不同，主要不同在香味。依開花時節分則通常區分為春蜜、秋蜜及冬蜜。

### 欧洲
蜂蜜同时也是法国科西嘉岛的一种美食。科西嘉蜂蜜为原产地认证（法国原产地命名控制）产品。塞尔维亚东部的Homolje同样通过了原产地认证。

### 美洲
墨西哥提供了全球蜂蜜供应量的4.36% ，其中有1/3来自尤卡坦半岛。这里在20世纪引入西方蜜蜂（Apis mellifera）和意大利蜜蜂（A. mellifera ligustica）后开始养蜂。多数尤卡坦的养蜂户都是家庭式的小养殖户。他们多采用传统的技术，通过移动蜂巢来利用各种热带和亚热带花卉。

## 种类及标准

### 蜜源

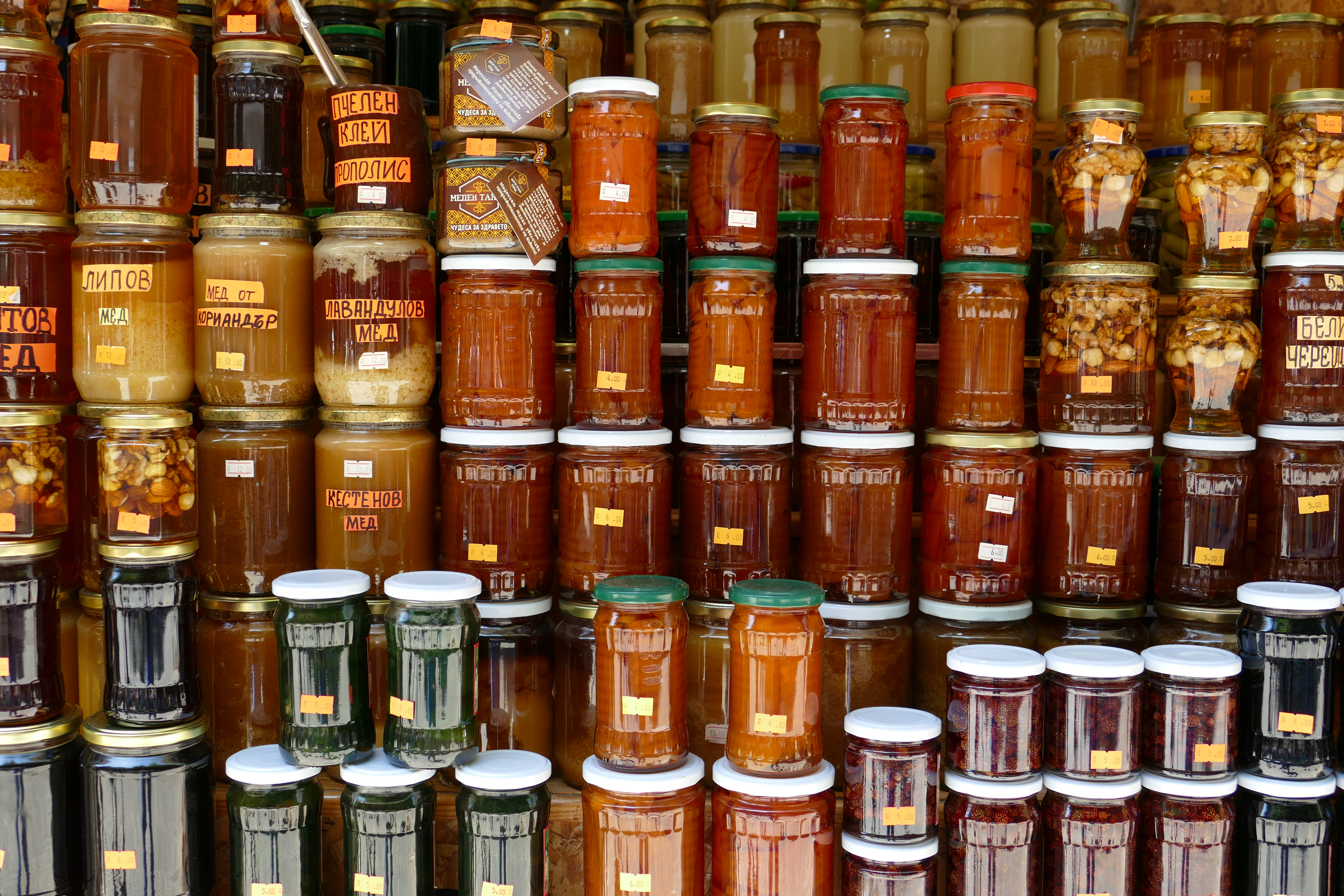
种类繁多的蜂蜜

蜂蜜因為花源的不同色、香、味和成分也不同，各國所產的蜂蜜也因花源的不同而有不同的顏色和形態。國際食品法典委員會的蜂蜜國際標準中，針對部分不同植物蜜源制定有較高的蔗糖含量標準。 
| 荊條蜜   | 特淺琥珀色，味芳香，結晶細膩白色，為上等蜜。 |
| 椴樹蜜   | 椴樹僅生長在寒冷的國家，葉子如菩提葉(愛心狀)，其花朵由五片小白花組成。花蜜馥郁且清新，複合茶玫瑰與白葡萄酒香氣，易結晶且入喉後可感受似薄荷的涼感。 |
| 紫雲英蜜 | 色淡，微香，少異味。 |
| 苜蓿花蜜 | 全世界產量最多，有濃郁的香味和甜味，口感溫和。 |
| 槐花蜜   | 槐樹別名洋槐、刺槐，槐花蜜水白色，透明，不易結晶，氣味芳香，上等蜜。                                                                               |
| 荔枝蜜   | 顏色較淡，氣味清香，易結晶，有荔枝香味。 |
| 柑橘花蜜 | 色淡，微酸，結晶細膩。 |
| 棗花蜜   | 棗花蜜琥珀色，甜度大，不易結晶，為上等蜜。 |
| 鸭脚木蜜 | 也称深山冬蜜，是由土蜂采集广西珍贵中药树鸭脚木花蜜酿制而成，结晶后呈现乳白如猪油状，或浅黄色，味微苦，有清热解毒功效，特别对便秘有极其好的效果。   |
| 百花蜜   | 由各種植物酿制而成，味道較純花蜜複雜。味道、顏色因地域、季節差異可相差甚遠，但色澤通常較深。帶一點點酸味，十分普遍但營養價值最高。                 |

### 標準
中華民國國家標準 CNS 1305 N5024
1. 蜂蜜（Honey）：蜜蜂採集植物之花蜜（Nectar）或蜜露（Honeydew），經蜜蜂收集、混合自身特殊物質進行轉化、儲存、脫水到熟成之天然甜味物質。
2. 龍眼蜂蜜 ：蜜蜂採集之花蜜以龍眼花蜜為主要蜜源，稱為龍眼蜂蜜或龍眼花蜜者。
3. 花蜜蜂蜜（Blossom honey or nectar honey）：主要來自植物的花蜜。
4. 蜜露蜂蜜（Honeydew honey）：主要來自吸吮植物汁液的昆蟲所排出的甜味物質。

在成分要求上也各有差別。蜂蜜規定蔗糖含量在5以下、葡萄糖及果糖在60以上；龍眼蜂蜜規定蔗糖含量在2以下、葡萄糖及果糖在60以上；而蜜露蜂蜜容許蔗糖含量在10以下；蜜露蜂蜜、花蜜混合蜜露蜂蜜要求葡萄糖及果糖在45以上。台灣並不生產花蜜蜂蜜與蜜露蜂蜜，所以這種誤會較常發生在進口商品，如盛產蜜露蜂蜜的德國及其他歐洲、南北美及大洋洲區。此標準非強制性標準，相關市面蜂蜜的違規通常並非違反該標準規範而受處罰，多是因為宣稱為純蜂蜜，卻添加其他物質，比如蔗糖等。
中华人民共和国国家标准《食品安全国家标准：蜂蜜》（GB 14963—2011)
食品安全標準中僅定義蜂蜜為蜜蜂采集植物的花蜜、分泌物或蜜露，与自身分泌物混合后，经充分酿造而成的天然甜物质。另有要求不得來自有毒蜜源植物。成份上規定葡萄糖及果糖在60以上；部分指定蜜源蜂蜜容許蔗糖含量在10以下，其他容許蔗糖含量在5以下。 此標準為強制性標準。
中华人民共和国行业标准 中华人民共和国供销合作行业标准 GH/T 18796—2012
針對各蜂蜜分類有較細部規範的(強制性)GB 18796-2005已於2012年廢止。(非強制性)行業標準GH/T 18796—2012內文說明演變自GB 18796-2005。
- 蜂蜜：蜜蜂采集植物的花蜜、分泌物或蜜露，与自身分泌物结合后，经充分酿造而成的天然甜物质。
- 单一花种蜂蜜：蜜蜂要采集一种蜜源植物的花蜜或分泌物酿造的蜂蜜。
- 多花种(混合)蜂蜜：蜜蜂采集两种或两种以上蜜源植物的花蜜或分泌物酿造的蜂蜜，以及两种或两种以上单一植物蜂蜜的混合物。
- 蜜露蜂蜜：蜜蜂采集蜜露，与自身分泌物结合后，经充分酿造而成的天然甜物质。

《中华人民共和国药典》2010年版
本品为蜜蜂科昆虫中华蜜蜂Apis cerana Fabricius或意大利蜂Apis mellifera Linnaeus所酿的蜜。春至秋季采收，滤过。
【性状】  本品为半透明、带光泽、浓稠的液体，白色至淡黄色或橘黄色至黄褐色，放久或遇冷渐有白色颗粒状结晶析出。气芳香，味极甜。
本品含还原糖不得少于64.0%

## 中医观点
中醫認為，蜂蜜性味甘、平，对腹痛、干咳、便秘等有疗效。